# La Celle-sous-Montmirail
La Celle-sous-Montmirail ist eine Ortschaft mit 106 Einwohnern (Stand 1. Januar 2022) im französischen Département Aisne in der Region Hauts-de-France. Die vormals eigenständige Gemeinde gehörte zum Kanton Essômes-sur-Marne im Arrondissement Château-Thierry. Sie wurde durch ein Dekret vom 10. September 2015 mit Wirkung vom 1. Januar 2016 mit Artonges, Fontenelle-en-Brie und Marchais-en-Brie zur Commune nouvelle Dhuys et Morin-en-Brie zusammengelegt. Seither ist sie eine Commune déléguée. 

## Geografie
Nachbarorte sind Vendières im Norden, Mécringes im Osten, Rieux im Südosten, Montenils im Süden, Montolivet im Südwesten und Montdauphin im Westen.

## Bevölkerungsentwicklung
| Jahr      | 1962 | 1968 | 1975 | 1982 | 1990 | 1999 | 2008 | 2014 |
| --------- | ---- | ---- | ---- | ---- | ---- | ---- | ---- | ---- |
| Einwohner | 98   | 79   | 92   | 63   | 82   | 81   | 111  | 116  |

## Sehenswürdigkeiten

Lavoir

- Lavoir